# John Stark
John Stark, ameriški general, * 28. avgust 1728, Londonderry, New Hampshire, † 8. maj 1822, Derryfield, New Hampshire.